# Еропол
Еропол (в верховье Ерополькрыткын) — река на Дальнем Востоке России, один из основных притоков реки Анадырь, протекает по территории Анадырского района Чукотского автономного округа.
В среднем течении реки находится село Чуванское, близ устья — заброшенная метеостанция Еропол.

## Исторические сведения
Известна русским землепроходцам с XVII века и упоминалась как Ярапол, Герапол, Ярополь. Вероятное происхождение названия от искаж. юкагир. йуорапул — «место игрищ»; здесь собирались юкагирские, эвенские и корякские племена для обмена, что сопровождалось проведением игр и состязаний. В начале XX века на реке, как на традиционном месте встреч, стали проводиться ярмарки.

## Гидрография
Длина 261 км, площадь бассейна 10,7 тыс. км². Берёт начало в ущельях хребта Гыдан Корякского нагорья, преимущественно имеет горный характер, изобилует перекатами, в низовьях выходит на равнину, где разбивается на рукава и протоки. Впадает в Анадырь справа.
Питание реки снеговое и дождевое. Половодье начинается в самом конце мая; достигает пика в середине июня, заканчивается в начале июля. Тёплый период отмечается неустойчивой меженью, когда возможны дождевые паводки в августе и сентябре, по высоте не уступающими весеннему половодью. Ледостав обычно происходит в конце октября. Зимой река перемерзает. В долине реки образуются наледи. Еропол вскрывается в конце мая. Весенний ледоход сопровождается заторами.
Минерализация воды в период максимального стока не превышает 50 мг/л. Вода в реке прозрачная, с малым содержанием взвешенных наносов. Среднемноголетний сток 41,6 м³/сут, модуль стока — 1,8 л/с*км².

## Археология
В верховьях Еропола обнаружены две древние стоянки с разновременными находками возрастом от мезолита до неолита.